# RealNetworks

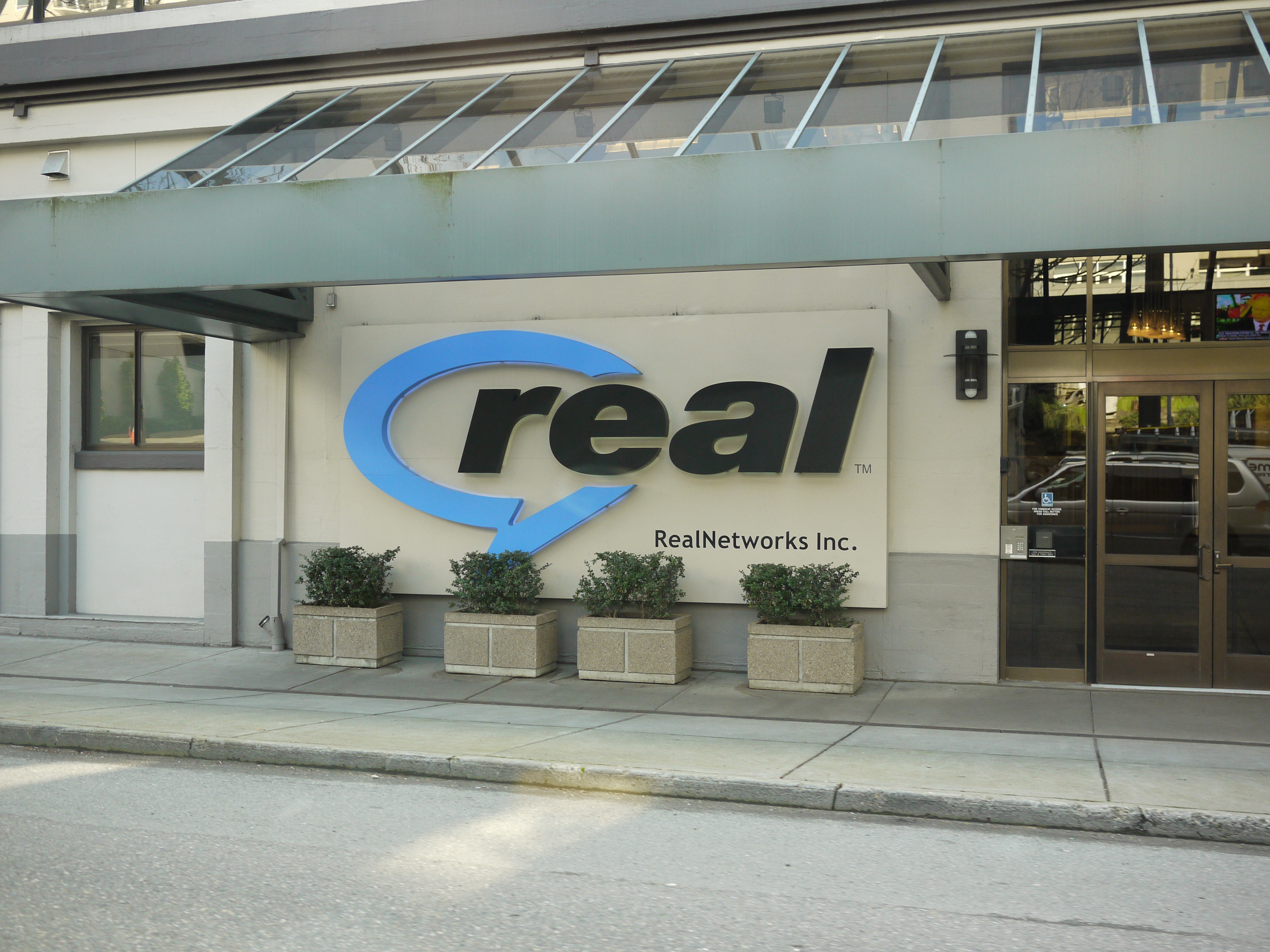
Le siège de RealNetworks à Seattle

RealNetworks est un éditeur de logiciels et un fournisseur de services basé à Seattle dans l'État de Washington. Ses activités se concentrent sur les supports multimédias. 
Jusqu'en octobre 1998, RealNetworks s'appelait Progressive Networks Inc.
La renommée de l'entreprise était due au format RealAudio (codec audio) et au format RealVideo (codec vidéo), qui est devenu minoritaire de nos jours. Son succès a reposé sur sa place dans le domaine du streaming obtenue grâce à ces formats notamment, et à son lecteur multimédia RealPlayer.

## Procès contre un jeune webmaster néerlandais
En 2010, la société poursuit en justice un webmaster néerlandais pour avoir proposé au téléchargement un pack logiciel concurrent. Bien que la procédure judiciaire ne soit pas terminée, le jeune homme a déjà dû dépenser plus de 66 000 euros pour se défendre, et aurait pu perdre. Ni lui ni son site Web www.codecpack.nl n'étaient pourtant le créateur de ce pack de codecs "Real Alternative", qui permet de se passer du logiciel Real Player pour lire les fichiers au format Real,.
En novembre 2011, RealNetworks a été débouté et contraint de payer 48 000 euros de dédommagements,. Les détails de l'affaire et du jugement ont été publiés.

## Sources
1. ↑  Polygon.io (firme), consulté le 20 février 2021.
2. ↑  à réactualiser
3. ↑  https://www.zonebourse.com/Realnetworks-8906522/fondamentaux/
4. 1 2  « RealNetworks mériterait le boycott si son logiciel était encore utilisé », Numerama.com, samedi 27 août 2011.
5. ↑  (en) « RealNetworks crushes Dutch webmaster for hyperlink - Vendor lawsuit is over link to competing freeware package», PC Advisor, jeudi 25 août 2011.
6. ↑  (en) Brenno de Winter, « RealNetworks gaat door met rechtszaak om hyperlink », WebWerld (Dutch language),‎ 7 novembre 2011 (lire en ligne, consulté le 9 décembre 2011)
7. ↑  (en) Branko Collin, « Internet thugs Realnetworks lose case against Hilbrand Edskes », 24Oranges,‎ 6 novembre 2011 (lire en ligne, consulté le 9 décembre 2011)
8. ↑  (en) « LJN: BU3223, Rechtbank 's-Gravenhage , 363011 / HA ZA 10-1233 », de Rechtspraak (Dutch language),‎ 4 novembre 2011 (lire en ligne, consulté le 10 décembre 2011)